# 巴塘黄耆
巴塘黄耆（学名：Astragalus batangensis）为豆科黄芪属的植物，是中国的特有植物。分布于中国大陆的西藏、四川等地，生长于海拔2,500米至3,600米的地区，一般生长在干旱河谷及山坡上，目前尚未由人工引种栽培。